# The Polite Force (band)
The Polite Force is een Britse band uit de tweede helft van de jaren zeventig van de 20e eeuw. De band is een exponent van de Canterbury-scene.
De naam van de band is afkomstig van het eerder uitgebrachte tweede album van Egg. De band werd gevormd door Mark Hewins op gitaar en Vince Clark op drums (beide afkomstig van de Gay Perez Band), die naar Canterbury getrokken waren om met de musici van die scene te kunnen spelen. Ze werkten samen met bassist Graham Flight (die onder meer in The Wilde Flowers gespeeld had). Met zijn drieën werkten ze samen met Dave Sinclair aan diens soloalbum Moon over Man, dat overigens pas 15 jaar later uit zou komen. 
Het drietal vormde samen met saxofonist Max Mette The Polite Force. Van 1976 tot en met 1978 trad de band vaak op, regelmatig bijgestaan door bekende gastmusici als Richard Sinclair, Geoffrey Richardson, Richard Coughlan, Jan Schelhaas, Andy Latimer, Andy Ward en Tony Coe. Van de band is destijds geen muziek verschenen. Pas jaren later, in 1997, is er uit de archieven een hoeveelheid van het materiaal van The Polite Force geselecteerd en op cd uitgebracht.

## Discografie
- 1997 - Canterbury Knights